# Il cielo rubato. Dossier Renoir
Il cielo rubato. Dossier Renoir è un'opera di Andrea Camilleri pubblicata il 6 maggio 2009 dall'editore Skira. 

## Trama

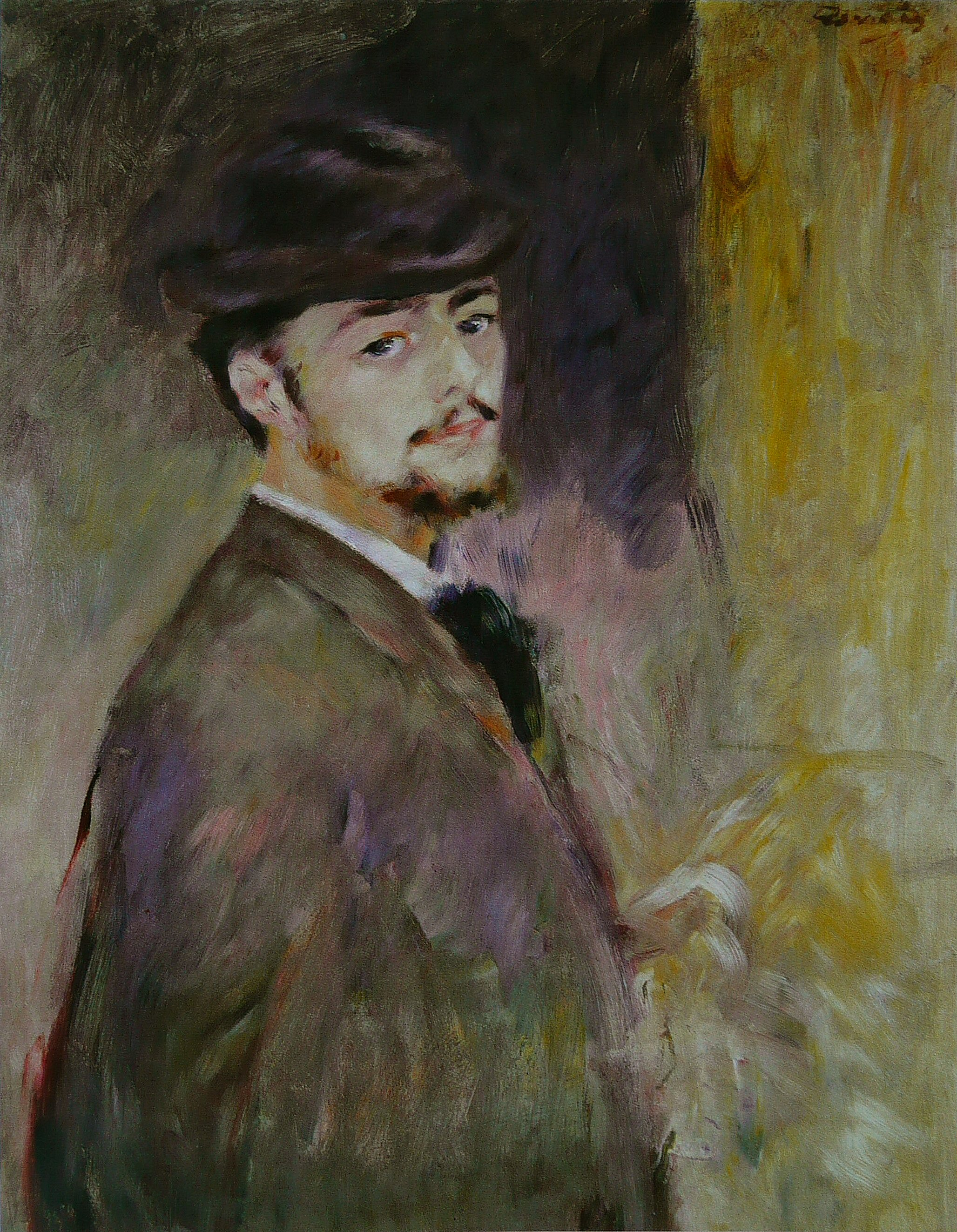
Pierre-Auguste Renoir. Autoritratto

Camilleri ruba il mestiere al suo commissario Montalbano e conduce un'indagine basata su un viaggio di Pierre-Auguste Renoir a Girgenti. 
L'idea di scrivere questo romanzo nacque all'autore da un incontro con la scrittrice Eileen Romano che gli raccontò come dalla biografia scritta da Jean Renoir , figlio del famoso pittore Pierre-Auguste Renoir, risultava che il padre durante un soggiorno a Girgenti con la sua modella, amante e più tardi moglie, Aline Charigotavesse, avesse perso o gli fosse stato rubato il portafogli. Rimasto senza soldi, in attesa che gli arrivasse del denaro dal suo amico Durand-Ruel, Renoir e la sua compagna furono ospiti in casa della loro guida in Sicilia, un contadino che assieme alla moglie accolse la coppia. Quando arrivò il denaro Renoir voleva pagare i suoi generosi anfitrioni ma questi quasi si offesero e rifiutarono ogni compenso. Allora Aline volle donare alla moglie del contadino una catenella come ringraziamento e ricordo della loro ospitalità.
Di questo episodio raccontato dal figlio non c'è nessuna prova. Nasce allora in Camilleri un proposito: dimostrare che il viaggio a Girgenti ci fu e rispondere alla domanda di come mai di questo soggiorno non è rimasta traccia nei dipinti del maestro che pure lasciò sempre quadri dei paesaggi italiani da lui visitati?
Camilleri riesce a trovare i riscontri deduttivi di questo viaggio di Renoir a Girgenti ma per rispondere alla domanda della mancanza di quadri "siciliani" dipinti dal pittore francese ricorre alla sua fertile fantasia.

## Edizioni
- Andrea Camilleri, Il cielo rubato. Dossier Renoir, Skira, 2009,  p. 96, ISBN 978-88-572-0200-6.